# بيكا لاييرولا
بيكا لاييرولا (بالفنلندية: Pekka Lairola)‏ (7 يناير 1928 – 10 أبريل 2001) هو سبّاح فنلندي راحل، مثّل بلاده في الألعاب الأولمبية الصيفية 1960.

## روابط خارجية
بيكا لاييرولا على موقع الاتحاد الدولي للسباحة (الإنجليزية)
- بيكا لاييرولا على موقع أوليمبيديا (الإنجليزية)